# Carl Sandblom
Carl Gustav Sandblom (21 de agosto de 1908-1 de junio de 1984) fue un deportista sueco que compitió en vela en la clase 8 Metre. Fue hermano de los también regatistas John y Philip Sandblom.
Participó en los Juegos Olímpicos de Ámsterdam 1928, obteniendo una medalla de bronce en la clase 8 Metre.

## Palmarés internacional
| Juegos Olímpicos | Juegos Olímpicos         | Juegos Olímpicos  | Juegos Olímpicos |
| Año              | Lugar                    | Medalla           | Clase            |
| ---------------- | ------------------------ | ----------------- | ---------------- |
| 1928             | Ámsterdam (Países Bajos) | Medalla de bronce | 8 Metre          |